# Енино (Вологодская область)
Енино — деревня в Белозерском районе Вологодской области.
Входит в состав Енинского сельского поселения, с точки зрения административно-территориального деления — в Енинский сельсовет.
Расположена на левом берегу реки Похты. Расстояние по автодороге до районного центра Белозерска — 44 км, до центра муниципального образования посёлка Лаврово — 1 км. Ближайшие населённые пункты — Ивантеево, Лаврово, Семкино.
По переписи 2002 года население — 45 человек (21 мужчина, 24 женщины). Всё население — русские.
В деревне расположен памятник архитектуры усадьба (жилой дом и хозпостройка).